# Tanque pesado M6
El M6 era un tanque pesado estadounidense diseñado durante la Segunda Guerra Mundial. Fue producido en cantidad limitada y nunca entró en combate.

## Historia y desarrollo

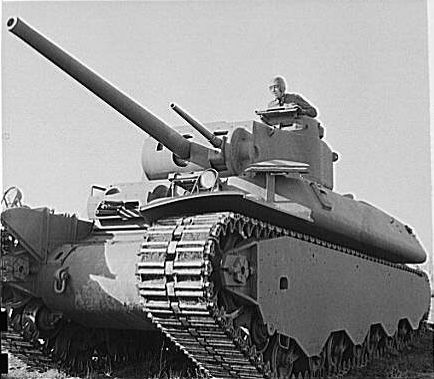
Prototipo del tanque pesado T1.

A causa del presupuesto limitado para el desarrollo de tanques durante el periodo de entreguerras, al inicio de la Segunda Guerra Mundial el Ejército de los Estados Unidos tenía pocos tanques, aunque había observado el uso de tanques en Europa y Asia. El empleo exitoso de unidades blindadas entre 1939 y 1940, principalmente por los alemanes, dio inicio a una serie de programas de desarrollo de tanques estadounidenses, inclusive un tanque pesado. Estados Unidos poseía una gran infraestructura industrial y un gran número de ingenieros que permitirían la producción masiva de tanques.
Siguiendo la recomendación de mayo de 1940 del Jefe de Infantería, el Departamento de Armamento del Ejército de los Estados Unidos empezó a trabajar en el diseño de un tanque pesado de 50 t. El proyecto fue aprobado en junio y el vehículo fue designado Tanque pesado T1.
Inicialmente se propuso un diseño multitorreta, con dos torretas principales armadas con el cañón de baja velocidad T6 75 mm, una torreta secundaria armada con un cañón de 37 mm y una ametralladora coaxial de 7,62 mm, así como otra torreta secundaria armada con un cañón automático de 20 mm y una ametralladora coaxial de 7,62 mm. Cuatro ametralladoras de 7,62 mm serían instaladas en afustes hemisféricos, dos en el glacis del casco y dos en las esquinas posteriores del casco. El diseño era bastante similar al de los tanques de rotura multitorreta desarrollados en Europa en la década de 1920 y durante la década de 1930, tales como el Vickers A1E1 Independent británico y el T-35 soviético de inicios de la década de 1930, aunque de mayor tamaño: los viejos diseños de tanques usualmente estaban armados con un solo cañón principal y múltiples ametralladoras, teniendo un blindaje que solamente los protegía de disparos de armas ligeras. Sin embargo, los diseñadores europeos de tanques empezaron a diseñar tanques con una sola torreta a fines de la década de 1930.

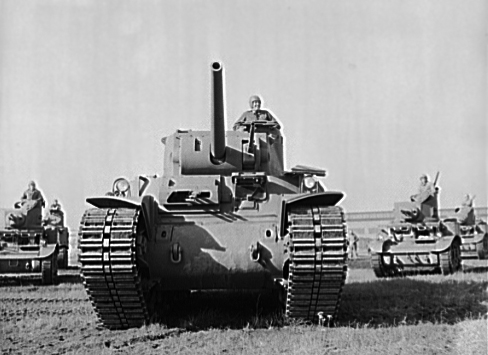
Vista frontal del M6, seguido por varios tanques ligeros M3 Stuart al fondo.

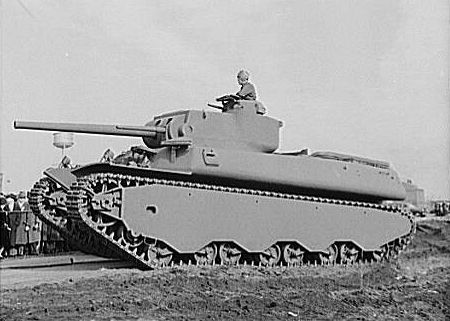
Vista lateral.

En octubre, los diseñadores estadounidenses llegaron a la misma conclusión que sus contrapartes europeos. El armamento principal se cambió a un cañón de 76,2 mm con estabilización en vertical y un cañón coaxial de 37 mm montados en una sola torreta de tres hombres con mecanismo de rotación eléctrico y manual. La torreta tenía una cúpula de comandante idéntica a la del M3 Lee. El armamento secundario consistía en dos ametralladoras de 12,7 mm montadas en el glacis (disparadas por el conductor segundo), dos ametralladoras de 7,62 mm en el glacis (disparadas por el conductor a través de un solenoide), una ametralladora de 7,62 mm en la cúpula del comandante y una ametralladora de 12,7 mm montada sobre afuste de pedestal para defensa antiaérea en la parte posterior derecha del techo de la torreta (disparada por el cargador). La tripulación estaba formada por el comandante (sentado en el lado izquierdo de la torreta), el artillero (sentado a la derecha del cañón), el cargador (parte posterior de la torreta), el conductor y conductor segundo (a la izquierda y derecha del casco respectivamente), así como el cargador segundo en el casco para pasar los proyectiles a la torreta.
Uno de los principales retos era desarrollar una planta motriz para un vehículo tan pesado. El motor radial de gasolina y enfriado por aire Wright G-200 fue elegido por un comité formado por la Sociedad de Ingenieros Automotrices, pero no estaba disponible una caja de cambios adecuada. El comité recomendó el desarrollo de una caja de cambios hidráulica, pero también se tomó en cuenta la posibilidad de utilizar una transmisión mediante convertidor de par o eléctrica.
El proyecto fue presentado al público en agosto de 1940, cuando el Ejército otorgó a la Baldwin Locomotive Works de Pennsilvania un contrato de 5,7 millones de dólares para la producción de 50 tanques. El Ejército había planeado construir 500 tanques de este tipo.
El primer T1E1 fue suministrado al Ejército en diciembre de 1941. Desde 1941 hasta 1942, se produjeron tres prototipos. Uno con transmisión eléctrica y dos con transmisión mediante convertidor de par. Las variantes con caja de cambios hidráulica nunca fueron terminadas. Los prototipos también se distinguían por el método de construcción de sus cascos: uno tenía casco ensamblado mediante soldadura y los otros dos tenían cascos moldeados.
El 26 de mayo de 1942, se estandarizaron dos variantes con transmisión mediante convertidor de par con las designaciones M6 y M6A1. La estandarización del T1E1 equipado con transmisión eléctrica como M6A2 nunca fue aprobada, sin embargo se recomendó la producción del vehículo. El Departamento de Armamento propuso que se construyan 115 T1E1 para el Ejército, que se emplearían en "pruebas de servicio extendidas" y entrenamiento de las unidades de logística a fin de incrementar la producción y ayudar a los aliados de Estados Unidos, lo que significaría 50 M6 y 65 M6A1 construidos para los británicos. La producción en serie empezó en diciembre de 1942.
Se instrodujeron algunos cambios menores a los vehículos de serie: la cúpula fue reemplazada por una escotilla de dos secciones con afuste anular, retirándose la ametralladora sobre afuste de pedestal y una de las ametralladoras del lado izquierdo del glacis.
Sin embargo, cuando el M6 estaba listo para entrar en producción, el Cuerpo de Blindados perdió interés por el proyecto. Las ventajas que ofrecía el M6 respecto a los tanques medios - su blindaje más grueso y cañón ligeramente más potente - eran parcialmente revocadas por las desventajas del diseño, tales como su perfil muy alto, compleja disposición interna y problemas de fiabilidad, además de problemas logísiticos debido a su peso.
A inicios de 1942, el Departamento de Armamento fijó una meta de producción de 250 tanques mensuales, con la Fisher como un segundo contratista para cumplir un planificado incremento del tamaño del Ejército. Pero en septiembre, el objetivo cambió, reduciéndose la producción de tanques e incrementándose la producción de aviones para las Fuerzas Aéreas del Ejército de los Estados Unidos. Bajo este nuevo "Programa de Suministro del Ejército", la producción del M6 se redujo de 5.000 a un poco más de 100 unidades.
Hacia finales de 1942, el Cuerpo de Blindados estaba de acuerdo con que el nuevo M4 Sherman ofrecía la solución necesaria para el presente y el futuro cercano, ya que era fiable, barato y mucho más simple de transportar, por lo cual no necesitaban un tanque pesado. En 1943, la meta de producción se redujo de nuevo, esta vez a 40 unidades, aliviando el presupuesto.
Los M6 de serie y los prototipos del M6A1 fueron evaluados en Fort Knox a inicios de 1943. Los informes fueron críticos con la compleja e ineficiente disposición interna de los puestos, además del superfluo cañón coaxial de 37 mm. Sin embargo, en octubre el tanque se desempeñó bastante bien en el Terreno de pruebas de Aberdeen.
El Departamento de Armamento pensó que el cañón de 75 mm sería poco potente, por lo que el prototipo T1E1 fue probado con un cañón T7 90 mm y se halló que era una plataforma artillera satisfactoria, aunque de nuevo se observó la inadecuada disposición interna de la torreta. Para aquel entonces, el M6 había sido cancelado.
En agosto de 1944, el Departamento de Armamento recomendó modificar los T1E1 para construir 15 tanques con blindaje y cañones especiales que atacarían áreas sumamente fortificadas. Estos vehículos de 77 t, designados M6A2E1, con un glacis de 190 mm de espesor y equipados con la torreta desarrollada para el tanque pesado T29 con el cañón T5E1 105 mm, pero sin incrementar la potencia de su motor. El Departamento de Armamento creyó que podían ser suministrados en noviembre. La propuesta fue planteada al General Eisenhower, Comandante en Jefe en Europa, que la rehusó al no ser práctica. Dos tanques fueron empleados para probar la torreta T29 y el cañón de 105 mm, pero no les modificó el blindaje.
El 14 de diciembre de 1944, el M6 fue declarado obsoleto. Solo se produjeron 40 tanques y ninguno salió de los Estados Unidos. Varios viajaron a través del país para fines propagandísticos, donde efectuaban exhibiciones de su desempeño (como aplastar automóviles) en festivales de bonos de guerra y similares. Todos fueron desmantelados, a excepción de un T1E1 que fue expuesto en el Museo de Armamento del Ejército de los Estados Unidos de Aberdeen, Maryland.
Los británicos emplearon la suspensión del M6 en el primer prototipo del tanque Excelsior.

## Variantes

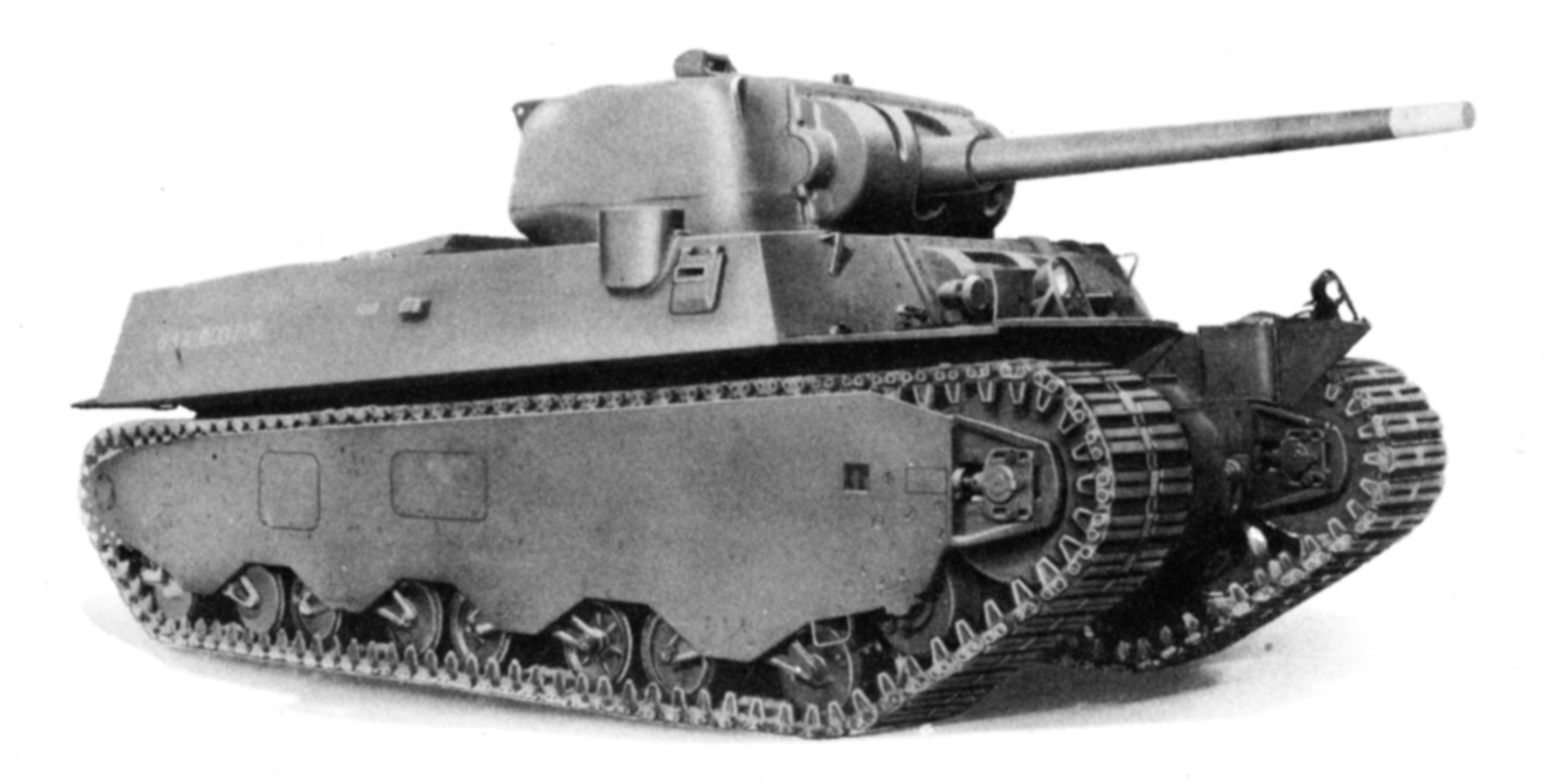
El M6A1; obsérvese el anguloso casco ensamblado mediante soldadura.

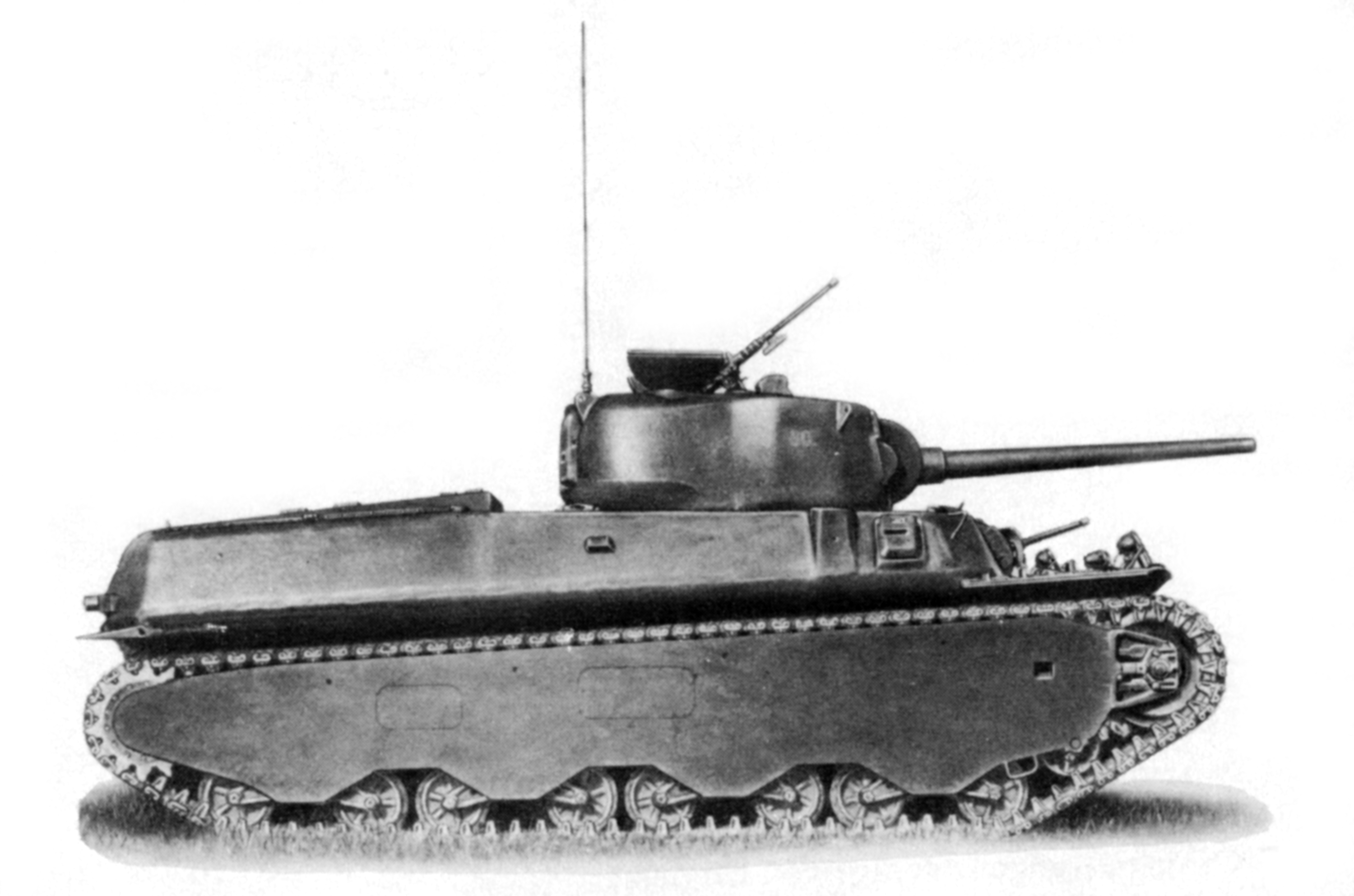
El T1E1.

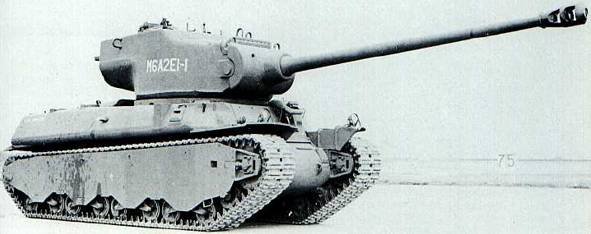
El M6A2E1 en el Terreno de pruebas de Aberdeen, junio de 1945.

- T1 – Con casco moldeado y transmisión hidráulica. No llegó a construirse.
- T1E1 – Con casco moldeado y transmisión eléctrica General Electric.[10] Se propuso su estandatización con la designación M6A2, pero no fue aceptado. 20 unidades construidas.
- T1E2 / M6 – Con casco moldeado y transmisión mediante convertidor de par. 8 unidades construidas.
- T1E3 / M6A1 – Con casco soldado, torreta moldeada y  transmisión mediante convertidor de par. 12 unidades construidas.
- T1E4 – Con casco soldado y transmisión hidráulica. Era propulsado por cuatro motores General Motors.[10] Cancelado en 1942. No llegó a construirse.
- M6A2E1 – T1E1 con blindaje mejorado y equipado con una nueva torreta, armada con el cañón T5E1 105 mm. Fue empleado para probar el sistema de armamento principal del proyecto T29. El proyecto se canceló el 22 de agosto de 1944.[11] 2 unidades construidas.